# Piruvato ossidasi (CoA-acetilante)
La piruvato ossidasi (CoA-acetilante) è un enzima appartenente alla classe delle ossidoreduttasi, che catalizza la seguente reazione:
piruvato + CoA + O2 ⇄ acetil-CoA + CO2 + H2O2
L'enzima è una flavoproteina; potrebbe essere identico alla piruvato sintasi.